# العلاقات الفلسطينية القرغيزستانية
العلاقات الفلسطينية القرغيزستانية هي العلاقات الدولية بين دولة فلسطين وقرغيزستان.

## التاريخ
اعترفت قرغيزستان بدولة فلسطين في 12 سبتمبر 1995.
في 21 ديسمبر 2017، أيدت قرغيزستان قرار الجمعية العامة للأمم المتحدة رقم ES-10/19 بخصوص الاعتراف بالقدس عاصمة لإسرائيل "باطل ولاغ".
في 20 أبريل 2018، عُقدت الجلسة الأولى من المشاورات السياسية بين البلدين في العاصمة بيشكك.
في 29 أغسطس 2023، عُقد في مقر الرئاسة القرغيزية بالعاصمة بيشكك جلسة مشاورات سياسية بين البلدين ترأسها وزيري الخارجية. حيث وُقعت 5 اتفاقيات تخص التشاور والتعاون السياسي، والصحي، والزراعي، والثقافي والإعلام الرسمي.
في 5 فبراير 2024، أكدت قرغيزستان بتبرعها بقطعة أرض لصالح بناء مبنى السفارة الفلسطينية ومقر سكن دبلوماسي.
في 3 أبريل 2025، رحبت وزارة الخارجية والمغتربين الفلسطينية بإعلان خوجند للصداقة بين أوزباكستان، قرغيزستان وطاجيسكتان.

### التمثيل الدبلوماسي
ليس لقرغيزستان أي تمثيل دبلوماسي لدى فلسطين، بينما التمثيل الدبلوماسي الفلسطيني عبر السفارة الفلسطينية في أوزباكستان.
في 31 يناير 2023، سّلم جواد عواد سفير دولة فلسطين لدى أوزباكستان أوراق اعتماده سفيرًا غير مقيم لدى قرغيزستان. وفي 7 يوليو 2023، أعاد تسليمها إلى رئيس الجمهورية صادير جباروف.
في أغسطس 2023، أعلن خلال جلسة المشاورات السياسية بين البلدين، نية الرئاسة الفلسطينية فتح سفارة لدى قرغيزستان، وموافقة الرئاسة القرغيزية على تعيين سفير لها لدى دولة فلسطين.